# 40 anni vergine
40 anni vergine (The 40 Year-Old Virgin) è un film del 2005 diretto da Judd Apatow, interpretato e prodotto da Steve Carell.

## Trama
Andy Stitzer, quarantenne riservato, ha un'esistenza semplice e tranquilla: un lavoro come magazziniere in un negozio di elettronica, dei colleghi con cui va piuttosto d'accordo, una casa confortevole, l'hobby di dipingere soldatini, ed è un nerd di videogame, oltre che fiero proprietario di una consistente collezione di fumetti e di action figures di supereroi, alcuni di essi anche molto rari. Frequenta anche spesso i suoi anziani vicini di casa, con cui passa serate a guardare insieme show alla televisione. Forse, l'unica anomalia è che si muove solo in bicicletta. La sua vita sembrerebbe a posto, se non fosse che è arrivato all'età di 40 anni ancora vergine.
Una sera, durante una partita a poker, svela la sua verginità senza troppi traumi ai colleghi di lavoro: David, Cal e Jay, tre uomini confusi e incapaci di vivere una vita senza donne, nonostante le loro tormentate vicende amorose, spesso fatte di tradimenti, vita sregolata e continue scenate. Preoccupati, decidono di aiutarlo in ogni modo a compiere la sua prima esperienza sessuale: dapprima lo portano in un locale notturno alla ricerca di qualche ragazza ubriaca (ne trova una che, dopo una lunga e brusca guidata, gli vomita in faccia); poi, tutti insieme, si iscrivono ad una associazione di single che organizza incontri galanti (qui, David rivede la sua ex, Amy, e cerca di convincerla a tornare con lui, invano); successivamente, lo spingono a fare la corte a Beth, la commessa di una libreria; infine, tentano di organizzare un inutile appuntamento con una prostituta trans.
Nel frattempo, Andy conosce casualmente Trish Piedmont, un'affascinante quarantenne con tre figlie e un nipote, che gestisce un negozio di eBay proprio di fronte a quello dove lavora lui. I due s'innamorano e decidono di intraprendere la vita di coppia, che prosegue con alti e bassi. Lei gli dà la motivazione necessaria per vendere la sua collezione di fumetti e action figures (si scoprirà in seguito valutata centinaia di migliaia di dollari), e per chiedere, ottenendola, una promozione al lavoro come caporeparto. Dopo venti sere (il tempo che si erano stabiliti prima di fare l'amore, poiché la prima volta che stava per succedere è stata un fiasco), Andy sembra sul punto di perdere la sua verginità, ma, ancora terrorizzato, blocca Trish e i due cominciano a litigare. Nonostante ciò, Andy non riesce a rivelare la sua verginità, così va via infuriato e raggiunge i tre amici a una festa organizzata da Jay per festeggiare il fatto che presto diventerà padre.
Mentre Cal convince David a provarci con Bernadette, la nuova commessa assunta da Cal stesso nel negozio, in modo così da avere una nuova storia e dimenticare per sempre Amy, Andy beve qualche shot di troppo, incontra la commessa Beth e decide di andare a casa di lei. Frattanto, Trish viene convinta dalla sua figlia di mezzo, Marla (la quale sa della verginità di Andy), ad andare da lui per chiarire la situazione. Nel frattempo sembra che Andy stia per avere un amplesso con Beth, la quale inizia a masturbarsi nella vasca da bagno per sedurlo. Smaltendo la sbornia, Andy torna in sé e decide di non andare oltre, venendo intanto raggiunto dai tre amici, preoccupati per lui e in possesso della chiave di casa di Beth (in quanto Jay, otto mesi prima andò a letto con lei), avvisandolo che la ragazza è chiaramente una persona malata. Andy se ne va con loro, mentre Cal rimane nell'appartamento e raggiunge Beth nella vasca (in seguito, si metteranno insieme).
Quando Andy torna a casa, vi trova Trish ed è pronto a rivelarle il suo segreto, ma lei scappa via spaventata in quanto ha trovato dei film porno (in realtà appartenenti a David, ma che ha dato a Andy), una vagina finta e una Mentos, che lei crede un narcotico per stordire. Andy insegue Trish con la sua bici, ma finisce per ribaltarsi contro un cartellone pubblicitario di un veicolo. Trish va a soccorrerlo e lui finalmente rivela di essere vergine e che quindi non voleva andare a letto con lei per paura, per poi dichiararle il suo amore e dicendo che in realtà si è reso conto di essere arrivato a 40 anni vergine perché stava aspettando lei. La coppia, in seguito, decide di convolare a nozze: soltanto dopo la cerimonia, Andy si sente pronto al grande passo e finalmente riesce ad avere il suo primo rapporto sessuale con la moglie. Infine, Andy e tutti gli altri si vedono mentre festeggiano e cantano il noto medley di canzoni Aquarius/Let the Sunshine In, due inni alla gioia usati per il musical Hair.

## Accoglienza

### Incassi
40 anni vergine è stato un successo estivo, aprendo al numero 1 al box office, incassando 21.422.815 di dollari nel suo weekend di apertura e rimanendo al numero 1 il fine settimana successivo. Il film ha incassato più di 109 milioni di dollari sul mercato interno e circa 70 milioni all'estero, per un totale di 177378645 $, il che lo ha reso il 24º film che ha guadagnato di più nel mondo quell'anno, il 18º negli Stati Uniti.

### Critica
Il film ha ricevuto critiche positive e negative. Arianna Finos su xL definisce la comicità del film «frizzante e mai volgare».
Emanuela Martini invece, su Film TV accusa il film di essere «episodico, scollato, montato a casaccio, volgare ma non abbastanza [...] diretto con una piattezza che certamente gli americani non si permettono più in televisione».

## Distribuzione
Il film è uscito nelle sale statunitensi il 19 agosto 2005, mentre in Italia il 13 gennaio 2006.

### Edizione home video
In home video il film è uscito con l'aggiunta di 17 minuti in più.

## Riconoscimenti
- 2006 – MTV Movie Awards
  - Miglior performance comica a Steve Carell